# Dendrolycosa rossi
Espèce
Dendrolycosa rossi est une espèce d'araignées aranéomorphes de la famille des Pisauridae.

## Distribution
Cette espèce est endémique de Madagascar.

## Description
Le mâle holotype mesure 4,64 mm et la femelle paratype 6,64 mm.

## Étymologie
Cette espèce est nommée en l'honneur d'Edward S. Ross.

## Publication originale
- Silva & Griswold, 2013 : The first record and the description of a new species of Dendrolycosa Doleschall, 1859 (Araneae: Pisauridae: Pisaurinae) from Madagascar. Zootaxa, no 3682, p. 572-578.